# Guatteria axilliflora
Guatteria axilliflora là loài thực vật có hoa thuộc họ Na. Loài này được (DC.) R.E.Fr. mô tả khoa học đầu tiên năm 1939.